# Groom (hôtellerie)
Pour les articles homonymes, voir Groom.
Le groom d'un hôtel est la personne chargée d'accueillir et orienter les clients et même faire le bagagiste. Il existe également des grooms équins mais sans rapport direct avec les métiers de l'hôtellerie.

## Étymologie et définition
Le mot groom est issu de l'anglais  « groom » qui désignait autrefois (en Angleterre) un palefrenier (le terme désigne en fait une personne qui soigne des chevaux.) Le mot anglais est cependant lui-même d'origine française – et plus précisément lié à l'ancien français par le terme de « gromet » qui désignait un domestique, et plus particulièrement un domestique de marchand de vin (ce mot est d'ailleurs également à l'origine du mot gourmet).

## Descriptif
La fonction d'un groom est généralement d'accueillir les clients d'un grand hôtel, de faciliter leur séjour en répondant à leurs sollicitations. Il est généralement complémentaire avec les fonctions de réceptionniste. Il peut également être chargé de transmettre des messages internes aux clients.

## Formation
Aucun diplôme n'est nécessaire. Une évolution est possible vers les métiers de la réception comme le poste d’employé de réception.

## Histoire

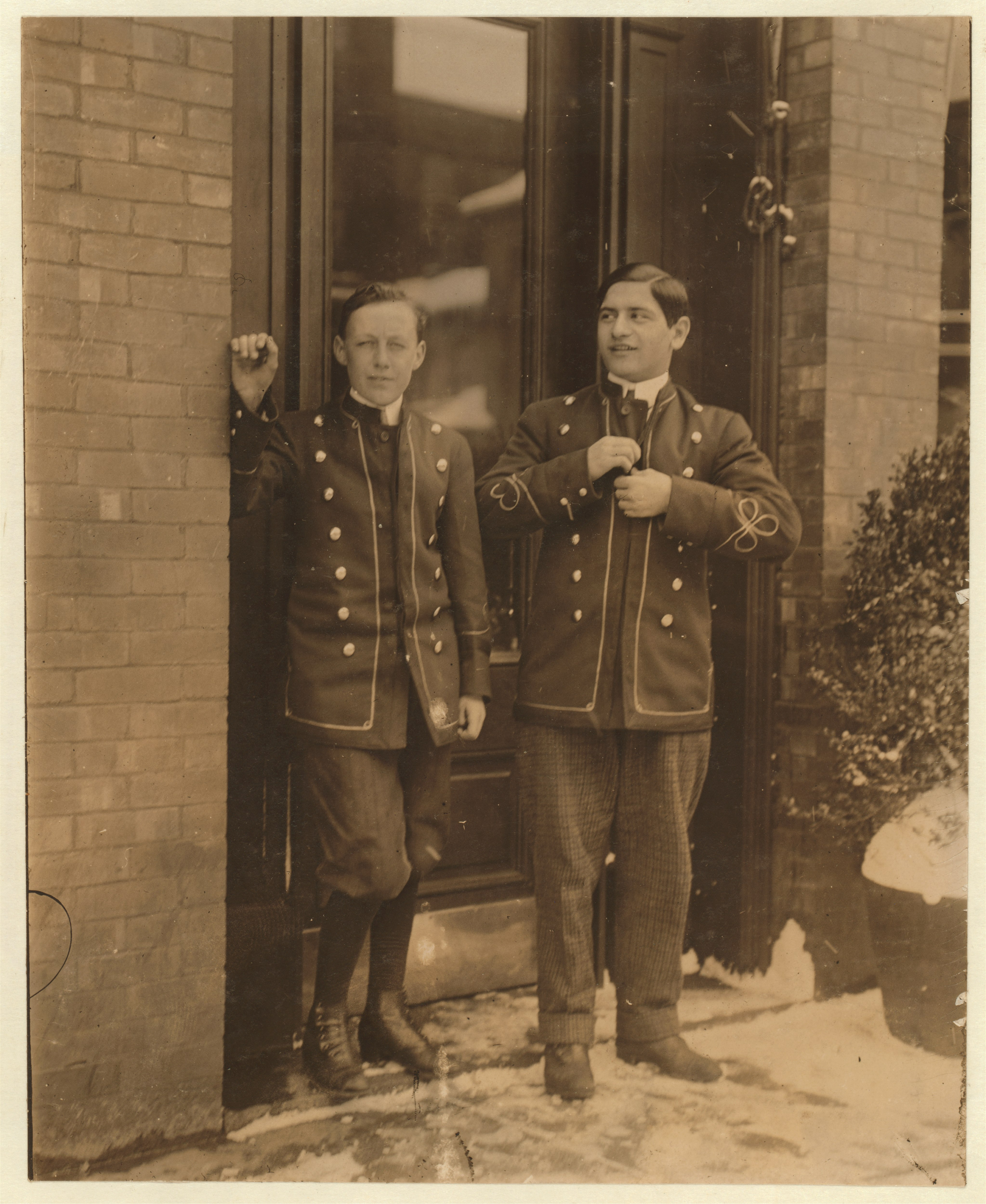
Grooms américains dans les années 1910

## Dans la culture populaire

### Dans la bande dessinée
Spirou, personnage de fiction imaginé par l'éditeur belge Jean Dupuis et créé graphiquement par Rob-Vel est un groom exerçant au Moustic Hotel, fonction dont il conservera le costume de nombreuses années même lorsqu'il n'exercera plus cette fonction mais celle de reporter au Journal de Spirou. Plusieurs albums de la série Spirou et Fantasio portent le nom de « groom » dans leur titre, dont celui de Yann et Olivier Schwartz qui s'intitule Le Groom vert-de-gris. Celui signé par Yoann et Fabien Vehlmann qui s'intitule Le Groom de Sniper Alley. deux histoires courtes de la même série s'intitulent Le Groom du Président et Groom, toujours !.

### Au cinéma
Donald groom d'hôtel (Bellboy Donald) est un court métrage d'animation américain des studios Disney avec Donald Duck, sorti le 18 décembre 1942.
La Princesse et le Groom (Her Highness and the Bellboy) est un film américain en noir et blanc réalisé par Richard Thorpe, sorti en 1945.
Le Dingue du palace (The Bellboy), sorti en 1960, est un film américain écrit, produit et réalisé par Jerry Lewis dans lequel il joue le rôle de Stanley, un groom quelque peu déphasé, dans un grand hôtel de Miami.
Dans The Grand Budapest Hotel (2014) de Wes Anderson, Zero Mustapha, l'un des personnages principaux, est un groom.